# 第一号型輸送艦
第一号型輸送艦(第1号型輸送艦、だいいちごうがたゆそうかん)は、日本海軍の輸送艦の艦級(クラス)。

## 概要
第一号型輸送艦は、日本海軍が太平洋戦争中に開発・運用した輸送艦。昭和19年度(1944年)に完成した強行輸送艦で、一等輸送艦に分類された。
計画当初は特務艦として計画され「特務艦特型」(「特務艦(特)」)、略して「特々」と呼ばれていた。
なお、一等輸送艦に分類された艦級が他に無いため、単に一等輸送艦と呼ばれることも多い。
日本海軍の公式分類は種別「輸送艦」、等級「一等」、艦型名「第一號型」、
艦名は「第○號輸送艦」である。
日本海軍で最初にブロック工法を導入した艦型とされる。
マル戦計画(昭和19、20年度臨時軍事費予算)により46隻が計画され、呉海軍工廠と三菱重工業横浜造船所の2カ所で建造、
21隻が竣工、
横浜の1隻(第22号)が進水済みだったが未成に終わった。
太平洋戦争後半の強行輸送作戦(硫黄島や小笠原諸島方面輸送作戦、多号作戦、沖縄戦時の南西諸島方面輸送作戦など)に従事し、次々に撃沈された。
大戦中に16隻を喪失、終戦を迎えたのは5隻だけで、終戦後に1隻(第20号)が座礁沈没した。
残った4隻は復員輸送や捕鯨任務に使用後に
賠償艦として引き渡され、うち2隻は解体された。

## 背景
日本海軍は太平洋戦争におけるガダルカナルの戦いやニュージョージア島の戦いなどソロモン諸島の戦いにおいて航空優勢の獲得に失敗し、敵制空権下に海上輸送を行うこととなった。
低速の輸送船は航空攻撃を受けて容易に撃退されてしまい(第二次ソロモン海戦等)、高速駆逐艦を用いた輸送(鼠輸送)では大量の物資を運ぶことができなかった。そのため、敵勢力圏下で高速大量の輸送ができる新型輸送艦の開発と配備が、各方面から求められていた。例えば、1943年(昭和18年)3月3日のビスマルク海海戦で駆逐艦「時津風」以下護衛駆逐艦4隻・輸送船8隻を撃沈された第八艦隊は戦闘詳報の中で
『高速小型輸送船(差當リ駆逐艦巡洋艦ノ改装ニ依リ)ニ依リ輸送力強化ヲ要ス』
と訴えている。
これらの要望に応える形で、「敵制空権下で最前線に高速補給を行う」ことを主任務とする本型が登場した。また同様の経緯で、日本陸軍と共同使用を前提としたSB艇(二等輸送艦)も開発され、最前線に投入されている。
なお、ある程度の戦闘力を備えた高速小型の舟艇母艦という性格の艦艇は、第一号型輸送艦の登場以前に存在していた。日本海軍では、戦前に旧式化した駆逐艦の一部を改装し「哨戒艇(第一号型哨戒艇、第三十一号型哨戒艇)」と称していたが、その多くには太平洋戦争開始直前に再度の改装が行われ、後部にスロープが設置されて陸戦隊上陸用の大発が搭載可能となっていた。大戦中盤以降の睦月型駆逐艦や神風型駆逐艦も、艦尾をスロープ状にして大発動艇運用能力を高めた艦があった(卯月、夕凪など)。アメリカ海軍でも、旧式駆逐艦や護衛駆逐艦を改装して上陸用舟艇を搭載した高速輸送艦(APD)を建造している。

## 計画
本型は1943年(昭和18年)から設計に入っている。
上記の背景により同年4月に軍令部から高速補給艦について協議があり、以下の要求が行われた。
- 基準排水量: 約1,250英トン
- 速力: 約23ノット
- 航続距離: 18ノットで約3,500カイリ
- 兵装
  - 12 cmまたは12.7 cm高角砲2門
  - 25 mm 3連装機銃 3基 9挺
  - 爆雷 36個
  - 探信儀、水中聴音機各1
- 搭載能力
  - 約200トン
  - 大発動艇（大発） 2隻
  - 搭載物件の積み卸しを迅速かつ容易に行えること

これは丁型駆逐艦(松型駆逐艦)の主機械を1軸に減らし、空いた部分に物資を搭載することを念頭に置いた要求だった。
この計画では非常に効率が悪い艦型になってしまうため、輸送能力を強化した新艦型を設計することになった。本来の任務たる急速補給任務に加え、大発動艇と水陸両用戦車を搭載しての攻撃的運用も追加要求されたため、艦尾に発進のためのスロープを設けることになった。
1943年7月中旬から8月上旬にかけて打ち合わせを行って基本計画の概案が固まり、同年9月上旬(または9月29日)に艦型が決定した。
開発と建造は呉海軍工廠が主導し、同地では海岸に本型の実物大模型を製造し、各種の試験や実験をおこなった。

## 艦型
基本計画番号J37。

### 船体
船体はブロック建造方式を採用し、生産性も考慮されていた。
つまり、船殻構造はブロック建造に合う構造にし、電気溶接を広範囲に採用した。
艦尾スロープ部分は複雑になってしまう分、船体形状は丙型や丁型海防艦同様の簡易線図を用いた。
海軍技術研究所の大水槽での実験で巡航時、最高速時の両方に抵抗の少ない線図が得られた。
また戦訓に基づいて防水区画は大区画とし、隔壁は最小限とした。
艦尾区画は乾舷が小さいため大区画にはしなかった。
呉海軍工廠で建造された第一号型は、大和型戦艦1番艦「大和」を建造した船渠で2隻ずつまとめて建造され、船台工程約1ヶ月での完成を目指したという。
艦首の形状は呉での建造艦と三菱の建造艦で異なっていた。
呉で建造の艦は艦首側面形状が水線上(下部ナックル付近)で折れ曲がっており、
三菱で建造の艦の艦首側面形状は艦底付近まで直線となっている。
任務上、軽荷状態での復原性能も留意された。
復原性能は公試状態でレンジ87度、軽荷状態で80.7度だが、軽荷補填状態(海水補填126トン)で87.9度と計画された。
また使用鋼材節減のために船体強度が抑えられた。
船体強度の更なる検討で鋼材削減の余地はまだあった、と戦後に記述されている。

### 機関
急速整備を考慮して、機関は松型駆逐艦の1軸分とした。
ボイラーはロ号艦本式ボイラー2基、蒸気圧力30 kg/cm2、蒸気温度350 ℃。
主機は艦本式タービン1基で、出力は前進9,500馬力、後進2,000馬力となった。
工事簡易化上、1軸推進は仕方の無かった面があるが、被害対策上は好ましく無かった。
短期間に半数以上が失われた(大戦後半に21隻中16隻喪失)原因の一つと推測される。

### 兵装
兵装も必要最小限として極力簡易化を図った。
砲熕兵装は、主砲として自衛用の40口径12.7 cm連装高角砲 1基を装備し、射撃管制用の九七式2 m高角測距儀 1基を艦橋トップに装備した。
機銃は基本計画時で九六式25 mm 3連装機銃 3基を装備、探照灯台両舷に機銃台を設けて各1基、煙突後方中央に機銃台を設けて1基が装備された。
第一号輸送艦竣工時には九六式25 mm連装機銃 1基(艦橋前面に機銃台を設置)、同単装 4挺(後部上甲板上)が追加装備された。
その後に当時の戦況を考慮して25 mm単装機銃 11挺、九三式13 mm単装機銃 5挺（第二号、第五号、第七号輸送艦）も追加装備された。1945年5月に竣工した第十九号輸送艦の場合、25 mm単装機銃 10基以上の増備が認められる。この時期の単装機銃は移動式が多く、はっきりした装備数は不明であるが、銃座のみを含めて最大28基程度の装備と思われる。
水雷兵装として爆雷投下軌道1条を装備、仮称二式爆雷18個の搭載を計画した。こちらも後に手動投下台4基を追加、爆雷も約50個(資料によっては34個)に増やされた。対潜装備として(水中)探信儀や水中聴音機も装備され、輸送船団と行動を共にする場合、護衛艦としての任務も兼ねることが出来た。計画では、九三式水中探信儀と九三式水中聴音機を各1組装備し、後期艦には三式探信儀と四式水中聴音機も装備されるなど、対潜機能は強化されている。
レーダーは、仮称二号電波探信儀二型（22号電探）1基を艦橋上の後方に架台を設けて装備、逆探1基も前部マスト上に装備された。後に、デリック・ポスト上に三式一号電波探信儀三型（13号電探）が追加装備された。
無線兵装は九七式特五号送信機1基、九二式特受信機改四2基、無線電話装置は二号話送一型1基、九二式特受改四1基、九〇式改四1基を装備した。
探照灯は須式75 cm四型探照灯改一を1基、前後船倉の間に探照灯台を設けて装備された。その他に20 cm信号用探照灯 1基、2 kW信号灯 1基を装備した。
発電機は135 kVA・220 Vタービン発電機 1基、55 kVAディーゼル発電機 1基を装備、その他12 kW・105 V発電機1基、0.5 kW・22 V発電機1基を装備した。

### 艤装
艤装も簡易化が図られた。
舵は面積6.7 m2の平衡舵1枚(舵面積比1/45)、
舵取機械は電動油圧式1基、
操舵装置はテレモーター式を装備した。
主錨は1.4 tを2丁、副錨は0.35 tを1丁、主錨鎖は⌀36×12節 (300 m) を2連装備、
揚錨機は蒸気式1基だった。

### 補給物件

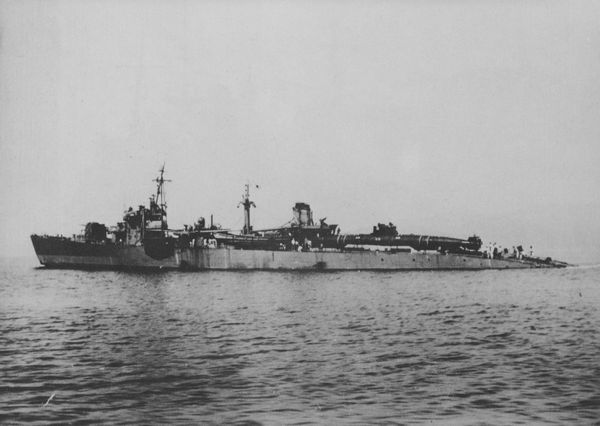
甲標的と大発を搭載した第五号輸送艦（1944年8月17日）

本艦型の一番の主眼として荷役設備等の艤装が設計された。
搭載量は14 m特型運貨船(大発動艇、大発)4隻(燃料を含め50トン)、補給物件260トン(船倉内220トン+大発搭載40トン)、計310トンの搭載を可能としている
(大発+補給物件300トンとする資料もある)。
艦橋と缶室の間の船体に前後に2個の艙口が設けられ、船倉は合計1,025 m3の容積があった。
船倉内にはチェーン・コンベア式の揚貨装置も装備された。
荷役用に5トン・デリック4本、13トン・デリック1本、5トン蒸気式揚貨機4台を装備した。
両舷の上甲板、缶室付近から艦尾に向かってローラー付の軌道が1組ずつ設けられ、大発を左右2隻ずつ搭載、
艦尾はスロープになっており、取り外し式のブルワークが設置された。
揚陸作業の際はブルワークを取り外し、スロープから大発を発進させる。
大発を搭載しない場合、特二式内火艇(水陸両用戦車)7輌の搭載と洋上発進(自力での発進)も可能だった。
1944年8月17日、8月5日に竣工したばかりの第五号輸送艦で甲標的の発進実験が行われた。この実験で速力10ノット程度ならば甲標的の洋上発進可能と判明したため、太平洋戦争末期には甲標的2隻を搭載してフィリピン、沖縄方面の甲標的輸送に使用された。また回天は6隻が搭載可能で、実際に搭載・輸送した艦もあった。
第九号輸送艦は同様にスロープを利用して、機雷敷設艦任務をマニラ方面で行った。

## 運用

### 輸送任務
ネームシップの第一号輸送艦は1943年（昭和18年）11月5日に起工、1944年（昭和19年）2月5日、一等輸送艦・第一号型という艦種が制定。2月8日に進水、5月10日に竣工した。完成後、僅かな訓練時間を経て戦地に投入され、その作戦性格上、強行輸送に従事。二等輸送艦と共に殆どの艦が失われた。乗組員がジャイロコンパスの修理を依頼したところ、海軍工廠側から「出撃してすぐ沈むから、修理の必要なし」と言われ騒動になったこともある。
フィリピンの戦い(レイテ島の戦い)に伴う多号作戦では、第1号型輸送艦と第101号型輸送艦(SB艇)は輸送作戦の主力となって活躍したが、同作戦に参加した駆逐艦、駆潜艇、輸送船と共に多数の輸送艦が沈没した。また、敗戦時の軍部の内部文書焼却で、沈没位置や最後の様子、正確な乗員の名簿、乗員の構成すら残っていないものも多い。

### 復員艦として
戦後、残存した第一号輸送艦のうち、5隻（第九、十三、十六、十九、二十号輸送艦）は、特別輸送艦（復員艦）の指定を受け、「輸第何号」と改称のうえ復員輸送に従事した。兵装を撤去した状態で運航されたが、第十三号輸送艦のように、艦橋前部やスリップウェイに居住区を増設した艦もあった。

### 捕鯨母船として
日本の敗戦後、外地からの在外日本人の帰国と冷害による不作や不漁などで、日本は深刻な食料不足に見舞われた。タンパク質供給のために捕鯨による鯨肉の獲得が注目され、捕鯨船による沿岸での捕鯨が行われていた。戦前に南極海で母船式捕鯨を行っていた西大洋漁業統制（後に大洋漁業、マルハ、現・マルハニチロ）と極洋捕鯨（現・極洋）は、母船式捕鯨の再開を連合国軍最高司令官総司令部（GHQ）に働きかけており、1945年11月にGHQ天然資源局は小笠原諸島近海での捕鯨を許可した。小笠原諸島はアメリカの施政権の元にあり、捕鯨船団は島から12海里以内の航行が許可されなかったため、大洋漁業は捕獲した鯨を鯨肉や鯨油を製造する捕鯨母船を探していた。そんな折、「日本鋼管鶴見造船所で修理中の捕鯨船の隣に、スリップウェイのついた軍艦がいる」という情報が持ち込まれた。大洋漁業はその「スリップウェイのついた軍艦」こと第九、十六、十九号輸送艦に目をつけ、借用することとなった。
捕鯨母船への改装にあたり、鯨を引き上げるスリップウェイと解体する甲板は、艦尾のスロープをそのまま利用した。船倉には新たに冷蔵庫を増設し、中部甲板に鯨油採取のためのプレスボイラーを設置した。第1回の小笠原捕鯨は1945年12月から翌1946年（昭和21年）3月の予定だったが、実際の出漁は1946年3月となった。冷凍船が無いため鯨肉は冷蔵と塩漬に限定され、その品質は良くなかった。低緯度の高温地域での操業のため甲板が高温になり、鯨肉は腐敗しやすく、腐臭で倒れる作業員もいた。それでも良好な成果を得たことから、1947年（昭和22年）には大洋漁業に加えて日本水産（現・ニッスイ）と極洋捕鯨も共同で第十三号輸送艦を用いて出漁。1948年（昭和23年）に日本水産の海幸丸に代替されるまで、3次にわたり小笠原捕鯨に従事した。
その捕鯨活動業績は以下の通りだった。なお各艦は捕鯨業務中に運搬船と合流、燃料・真水・生鮮食品を受け取るかわりに鯨肉を移載しているので、下記の全頭の鯨肉を艦内に積載したわけではない。
- 第一次捕鯨：第十九号輸送艦 《大洋漁業》
  - 1946年(昭和21年)2月14日(24日とも)～4月13日[62]
  - ザトウクジラ12頭、イワシクジラ29頭、マッコウクジラ72頭：合計113頭

- 第二次捕鯨：第十六号輸送艦、第十九号輸送艦 《大洋漁業》
  - 1947年(昭和22年)2月～4月
  - ザトウクジラ1頭、イワシクジラ101頭、マッコウクジラ115頭：合計217頭
- 第二次捕鯨：第十三号輸送艦 《日本水産・極洋捕鯨》
  - 1947年(昭和22年)2月～4月
  - シロナガスクジラ1頭、ナガスクジラ1頭、ザトウクジラ28頭、イワシクジラ150頭、マッコウクジラ195頭：合計375頭

- 第三次捕鯨：第九号輸送艦[64]、キャッチャーボート「関丸」、「第五関丸」、「第七関丸」[65] 《大洋捕鯨》
  - 1948年(昭和23年)2月15日～5月10日
  - シロナガスクジラ1頭、ナガスクジラ1頭、ザトウクジラ2頭、イワシクジラ77頭、マッコウクジラ74頭：合計155頭

## 同型艦

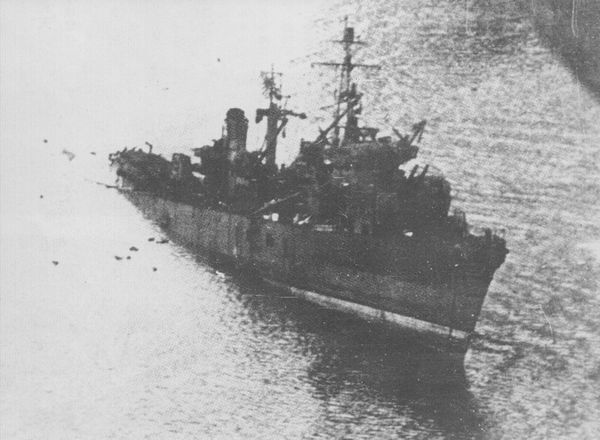
大破し擱座した第十一号輸送艦（1944年）

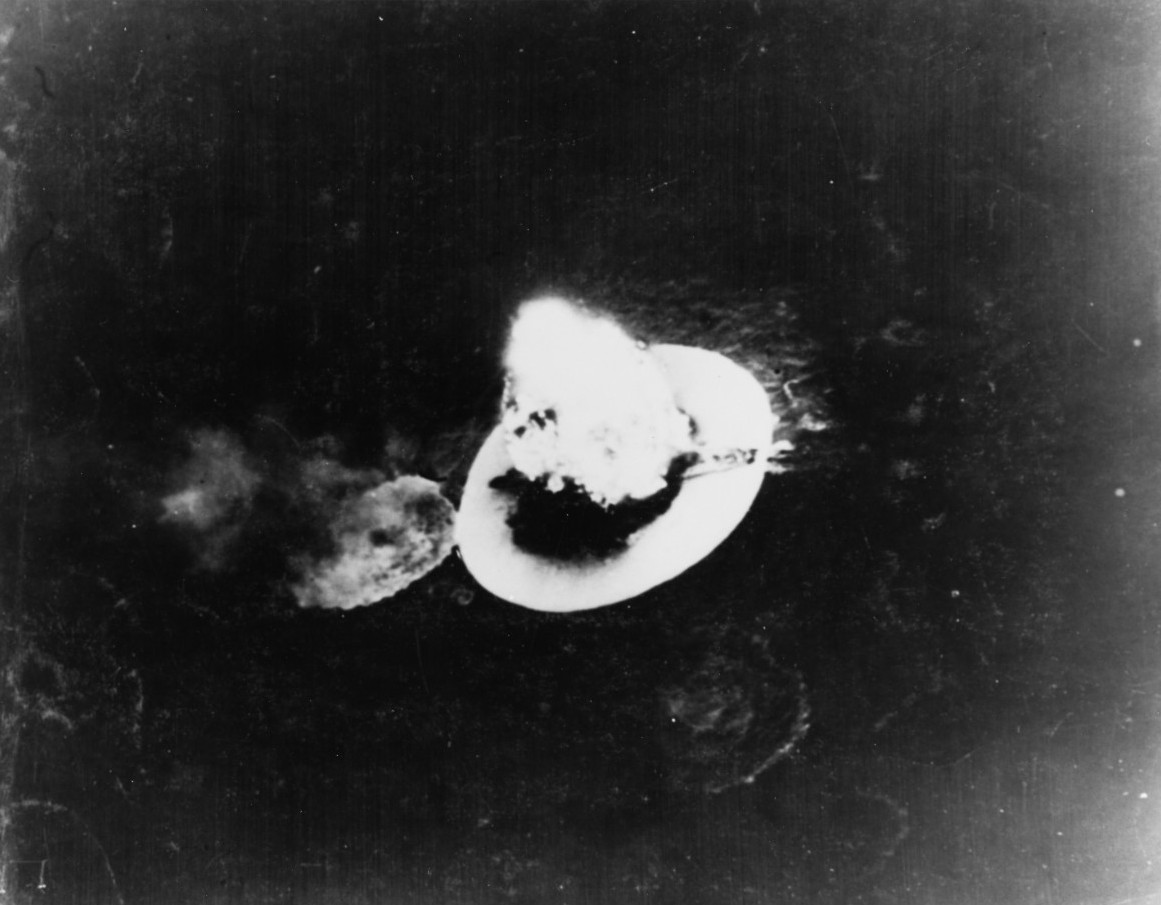
高雄で被弾する第一号型輸送艦（第十四号輸送艦か、1945年1月15日）

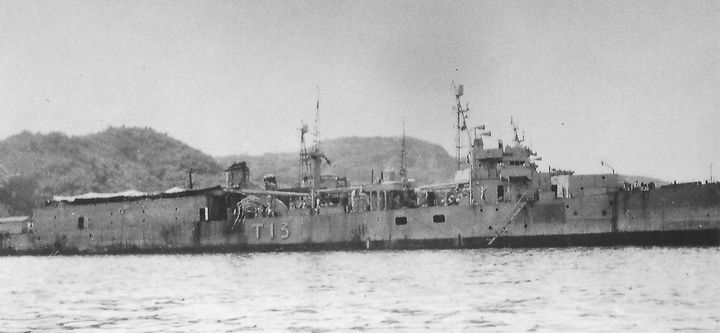
兵装を撤去して上構を増設し、特別輸送艦として運用される輸第十三号（元・第十三号輸送艦、1946年）

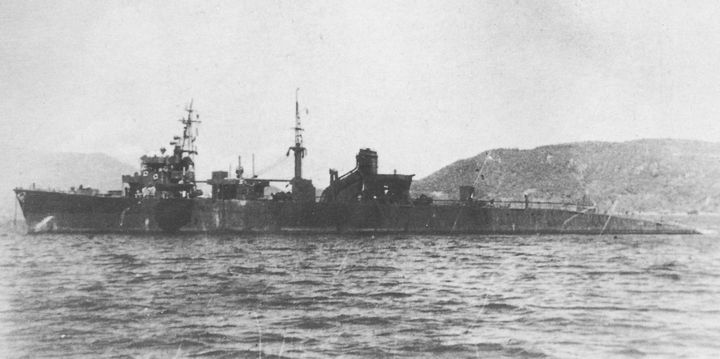
兵装を撤去して特別輸送艦として運用される輸第十六号（元・第十六号輸送艦、1947年）

竣工日(建造所)。戦歴と喪失原因(喪失場所)日時。もしくは戦後の様子。
建造所は三菱横浜=三菱重工業横浜造船所、呉=呉海軍工廠。
第一号1944年5月10日(三菱横浜)。1944年5月25日、館山出港サイパンへ。6月11日サイパンよりパラオへ向けた船団の護衛中、6月13日に米軍機の攻撃を受けて航行不能。明島丸に曳航されてパラオに帰還。7月18日、ガランゴル島の北側泊地で敵の上陸戦阻止の目的で浮砲台として配備。7月27日(29日とも)、航空機より直撃弾4発を受け沈没(パラオ)。
第二号1944年6月25日(三菱横浜)。1944年8月3日、スカベンジャー作戦で来襲の空母機(父島二見港)の攻撃を受け被弾かく座、航行不能。8月5日荒天により岩礁に激突して沈没。
第三号公試運転中に事故で損傷。竣工1944年6月29日(呉)。輸送艦長は浜本渉少佐。8月中旬、軽巡名取と共にパラオ輸送任務従事(航海中、8月18日に米潜水艦の雷撃で名取沈没)。9月6日より、マニラ~セブ島~ダバオ(ミンダナオ島)への陸軍部隊(独立歩兵第353大隊、大隊長山田藤栄陸軍少佐)輸送任務に従事。途中から第5号輸送艦も行動を共にした。12日に輸送艦2隻(3号、5号)ともダバオに到着して輸送成功。第5号に先行してマニラへ帰投中の9月14日、ミンダナオ島サランガニ湾で座礁。スクリューと推進軸を損傷して自沈準備中(第一号輸送艦は一軸推進)、9月15日正午頃に米潜水艦「ガヴィナ」よりの魚雷2本(乗組員回想によれば魚雷1本自爆、1本珊瑚礁命中、1本直撃)を受けて炎上。被雷による戦死10名、重軽傷25名。船体放棄。だがゲリラの襲撃により危機に陥り、生存者はサランガニに向けて徒歩で脱出した。友軍基地に到着した者は35名であった。
第四号1944年6月15日(呉)。1944年8月4日、スカベンジャー作戦で来襲の空母機40機と交戦炎上。父島湾にかく座したが、船体は浸水全没。
第五号1944年8月5日(呉)。1944年8月17日に甲標的の水上発射実験を情島沖で行い成功させた。9月中旬、第3号輸送艦と共に陸軍兵のダバオ輸送任務に従事、この時も特殊潜航艇2隻を搭載していた。3号と共にダバオ到着後、揚陸中の9月14日に連合軍航空機の攻撃を受ける。爆弾3発が命中、沈没(ダバオ付近)。乗組員180名中、生存者2名。
第六号1944年8月19日(呉)。1944年10月31日第一次多号作戦に参加陸兵350名の輸送に成功。第五次多号作戦に参加(6号、9号、10号、駆逐艦竹)。11月25日にマリンドゥケ島(ボアク島)に退避中、航空機による攻撃で被弾沈没(フィリピン・マリンドゥケ島(ボアク島)パナラカン湾)。
第七号1944年8月10日(三菱横浜)。横須賀～硫黄島、横須賀～八丈島、横須賀～父島間の輸送に成功。1944年12月27日、横須賀より硫黄島への輸送作戦で、硫黄島での荷役中、米軍巡洋艦3、駆逐艦4より砲撃を受け、かく座炎上大破。
第八号1944年8月13日(三菱横浜)。1944年12月24日、父島硫黄島方面への輸送からの帰還時、米艦隊に遭遇捕捉されて、砲撃戦により沈没(父島南南東77カイリの地点)。
第九号1944年9月20日(呉)。輸送艦長は赤木毅少佐。1944年10月11日、第10号輸送艦と共に呉を出撃、15日に佐世保を出発、フィリピンに向かった。2隻(9号、10号)は第33根拠地隊(司令官原田覚少将)配備予定の甲標的各2基を搭載していた(9号は83号艇と84号艇)。24日よりカガヤン～オルモック間の輸送(多号作戦)に数次成功。12月、マニラ～サンフェルナンド間の輸送作戦に従事、12月4日には米駆逐艦4、魚雷艇3と交戦。機雷敷設艦への改造工事中、マニラ脱出の命令を受ける。1945年(昭和20年)1月に香港経由で本土に物資輸送。2月21日横須賀到着後、輸送艦長は小松孝中佐に交代した。首脳部交代後も活躍を続け、7月29日まで横須賀～八丈島～父島間の輸送に12回成功。8月12日佐伯へ海龍輸送後、呉で終戦を迎える。終戦時残存。復員輸送に従事。1947年(昭和22年)賠償艦として米軍に引き渡されたが、米国に回航されることなく太洋漁業に貸し出されて、ブルワークや船尾に誘導板を設置して捕鯨船母船として運行。のちスクラップ扱いとして売却され、1948年(昭和23年)6月26日、石川島で解体。竣工以来、幾多の作戦に従事。昭和19年12月18日、山下奉文陸軍大将と大川内伝七海軍中将(南西方面艦隊司令長官)より軍艦表彰を授かり、昭和20年には戸塚道太郎中将(横須賀鎮守府司令長官)より再び軍艦表彰を栄誉を受ける。特務艦宗谷、駆逐艦雪風と並ぶ、武勲めでたい艦。
第十号1944年9月25日(呉)。10月15日、9号と同行し佐世保よりマニラへ(第33根拠地隊行きの甲標的2基搭載。第一〇号は81号艇と82号艇)。1944年10月23日マニラ出港後、カガヤンよりオルモックへ陸軍部隊を輸送、軽巡洋艦鬼怒、駆逐艦浦波の乗員を救助して、27日マニラへ。第二次と第四次の多号作戦に参加し輸送成功。11月13日マニラをより出港し新南群島で第四航空戦隊(日向、伊勢)の便乗者を移乗してマニラへ帰港。24日第五次多号作戦に参加(6号、9号、10号、竹)、25日フィリピンのマリンドゥケ島(ボアク島)パナラカンで米軍機約40機と交戦、第六号と共に沈没。
第十一号1944年11月5日(呉)。多号作戦従事中の1944年12月7日、航空機(レイテ島サンイシドロ)大破放棄。
第十二号1944年11月11日(呉)。1944年12月12若しくは13日、米潜水艦「ピンダト」の雷撃で沈没(高雄南東)。
第十三号1944年11月1日(三菱横浜)。終戦時残存。戦後復員輸送艦となる。1947年、捕鯨母船として改装された後、極洋捕鯨に貸与され、日本水産と共同での捕鯨母船として操業。同年8月8日にソ連へ引き渡し。
第十四号1944年12月18日(呉)。1945年1月15日、航空機の攻撃により沈没。(高雄)。
第十五号1944年12月20日(呉)。1945年1月17日、呉から鹿児島へ向かう途中、米潜トートグの雷撃で沈没。北緯31度8分、東経130度28分。
第十六号1944年12月31日(三菱横浜)。輸送艦長は磯部秀雄大尉。終戦時残存。戦後復員輸送艦となる。1947年、19号と共に小笠原近海に大洋漁業の捕鯨母船として出動。両艦で本土へのピストン輸送を行う。1947年8月29日、青島で中国へ引き渡し。中国名「武夷」。
第十七号1945年(昭和20年)2月8日(呉)。輸送艦長は丹羽正行大尉。1945年3月16日~27日沖縄へ蛟龍(甲標的丁型)、軍需品の輸送に成功。4月初旬、大島輸送隊(輸送隊〈第17号、第145号輸送艦、第146号輸送艦〉、護衛隊〈第186号海防艦、第49号駆潜艇、第17号駆潜艇〉)として奄美大島へ出撃。4月2日、奄美大島へ挺身輸送し軍需品の陸揚成功後、米軍機の空襲により沈没(大島瀬相湾内)。戦死49名、負傷80名。同行の海防艦186号も撃沈された(戦死53名)。
第十八号1945年2月12日(呉)。輸送艦長は大槻勝大尉。1945年3月13日第二特攻戦隊光突撃隊回天基地で第一回天隊(隊長：河合不死男中尉、以下127名)と回天8基を載せ佐世保に入航、16日佐世保を出航して沖縄へ輸送中、3月18日に粟国島の北北西至近の北緯26度39分 東経127度13分(渡名喜島付近)の地点で米潜水艦スプリンガー(SS-414)より三回の魚雷攻撃を受けるなど1時間にわたる交戦の末、撃沈された。艦長(大槻勝大尉)以下225名総員戦死。なお、第一回天隊全員と8基の回天も艦と運命を共にした。
第十九号1945年2月25日進水。4月9日、公試運転中に機雷で損傷。5月16日竣工(呉)。輸送艦長は柴田正大尉。日本列島近海の輸送に従事、迷彩も施した。7月24日、回天輸送任務のため待機中、呉軍港空襲に遭遇。ロケット弾攻撃を受け大破(野田孝三郎砲術長以下乗組員戦死25名、便乗者戦死24名、負傷68名)。終戦時残存。戦後復員輸送艦となり、約一万人以上の邦人を輸送した。1946年、旧乗組員以下80名全員が大洋漁業に償与され、捕鯨母船として2月24日に大洋の社旗と軍艦旗を掲揚し、軍艦マーチを鳴らしながら呉を出航。小笠原近海に出動。翌1947年も操業に従事したが、11月20日イギリスへ引き渡されたのち日本の民間会社にスクラップ扱いで売却され、1948年浦賀で解体。
第二十号1945年4月23日(呉)。終戦時残存。1946年(昭和21年)9月25日、復員輸送中に澎湖列島で座礁放棄。
第二十一号1945年7月15日(呉)。1945年8月9日午前8時、和歌山へ向け出航、午前11時ごろ小水無瀬島付近にて米軍小型機群に捕捉され、空襲により機関故障航行不能となる。その後機関復旧するも戦闘航行は不可能となり呉に艦首を向ける途中小火災も発生、浸水も始まり呉までの航行も難しくなり航路筋の小島(愛媛県津和地島)の砂浜に座礁させる。兵科将校8名中4名戦死、4名重傷、乗組員中63名戦死、重軽傷者100名余り、津和島の人々と無事だった乗組員で誘爆する弾薬の中、戦死者、負傷者の搬出を行った、同輸送艦は同日夜半横転、船尾より沈没する、誘爆による民家の被害も出た中、島民総出の救出、看護があった。
第二十二号未成(呉)。1945年2月呉海軍工廠で起工、4月5日命名、第1号型輸送艦に類別、本籍を横須賀鎮守府と仮定。4月25日進水、本籍横須賀。6月23日工程90 %で工事中止。1948年2月から5月に播磨造船所呉船渠(旧呉海軍工廠)で解体された。
仮称第2923-2946号艦建造取り止め。